# Adams Memorial
Das Adams Memorial ist ein Grabstein in Sektion E auf dem Rock Creek Cemetery in Washington, D.C., dessen besonderes Merkmal eine allegorische Bronzeplastik des Bildhauers Augustus Saint-Gaudens ist. Die eingehüllte Figur sitzt auf einem Block aus Granit, der eine Seite eines sechseckigen Grundrisses darstellt, der von dem Architekten Stanford White entworfen wurde.
1891 errichtet, wurde das Denkmal durch den zur Politikerfamilie Adams gehörenden Autor und Historiker Henry Adams als Andenken an seine Frau Clover Hooper Adams gestiftet.
Adams beauftragte Saint-Gaudens, sich an den ikonischen Darstellungen buddhistischer Verehrungskunst zu orientieren. Eine dieser Gestalten, Guanyin, die Bodhisattva des Mitgefühls, wird häufig als sitzende Figur dargestellt, die in Stoff gehüllt ist. Die Figur ist allerdings geschlechtslos dargestellt, wie Adams am 16. Dezember 1908 in einem Brief an Theodore Roosevelt erklärt. Henry Adams starb 1918 und wurde an der Seite seiner Frau in dem Grabmal beigesetzt. Saint-Gaudens war wohl durch seinen Aufenthalt in Frankreich auch von der Pariser Friedhofskunst beeinflusst. 
Saint-Gaudens’ Name für die Bronzestatue ist The Mystery of the Hereafter and The Peace of God that Passeth Understanding, aber die Öffentlichkeit benannte die Skulptur Grief – Trauer –, eine Bezeichnung, die Henry Adams nicht leiden mochte. In einem Brief, den er am 24. Januar 1908 an Homer Saint-Gaudens schrieb, wies er ihn an:

„Erlauben Sie der Welt nicht, meiner Statue einen Namen anzuhängen! Jeder Magazinschreiberling will sie kennzeichnen wie ein amerikanisches Allheilmittel für den Gebrauch durch jedermann – Trauer, Verzweiflung, Pear’s Soap oder Macys Männer-Maßanzüge. Ihr Vater wollte damit eine Frage stellen, keine Antwort geben; und derjenige, der die Antwort gibt, wird bis in alle Ewigkeit verdammt sein, wie die Männer, die der Sphinx antworteten.“

Zum Zeitpunkt von Saint-Gaudens’ Tod galt die Skulptur als wichtiges Werk der US-amerikanischen Bildhauerei. Seine Bekanntheit inspirierte zumindest zu einer Nachahmung, der Black Aggie, die an General Felix Agnus für sein Grabmal verkauft wurde.
Eine eingehende Studie des Grabmals und der Beziehung zwischen Clover und Henry Adams ist Clover: The Tragic Love Story of Clover and Henry Adams and Their Brilliant Life in America’s Gilded Age des Historikers Otto Friedrich.
Das Adams Memorial wurde am 16. März 1972 als Objekt in das National Register of Historic Places aufgenommen.